# 伊藤敏八
伊藤 敏八（いとう びんぱち、1947年10月8日 - 2007年6月12日）は日本の俳優。島根県平田市（現・出雲市）出身。身長180cm（1983年時点）。

## 人物・略歴
中京大学体育学部卒業。大学3年生の頃からモデルとして活動。学生時代に100m走で11秒3、走幅跳で7mを記録している。
大学卒業後は教員を志望していたが採用が無く、知人の運動具店でアルバイトをしていた。その後知人のカメラマンを頼って上京し、そのカメラマンの助手やモデルの仕事をした後、劇団四季演劇研究所入所。黒澤明監督映画『影武者』のオーディションに合格し、織田信長の使者役の他、スタンドイン要員として主演の仲代達矢の代役を何シーンか務めた。これがきっかけで三船プロダクションに入り、芸名も三船敏郎の「敏」の字をもらって伊藤敏八と改めた。その後東映俳優センターに移り所属していた。最初、芸名の「敏八」の読みは「としや」だったが、後に「びんぱち」に変えている。
1980年代当時、テニス、乗馬が得意だった。
主に時代劇などの悪役で活躍していたが、2007年6月12日、病により死去。59歳没。

## 出演

### テレビドラマ
- 黄金の犬（1980年、NTV）
- ポーラテレビ小説（TBS）
  - 「元気です!」（1980年 - 1981年） - 大村海之助
  - 「おゆう」（1983年）
- 西部警察 第119話「マフィアからの挑戦」（1982年、ANB・石原プロモーション） - ジョージ木田(アメリカマフィア)
- 弐十手物語 第5話「やさしい男」（1984年、CX・東映）
- 西部警察 PART-III 第54話「眼には眼を」（1984年、ANB・石原プロモーション） - 金井保
- 暴れん坊将軍シリーズ（ANB / 東映）
  - 暴れん坊将軍II 第133話「地獄の沙汰を待つ女!」（1985年） - 貴三郎
  - 暴れん坊将軍III 第26話「将軍に裏切られた男」（1988年） - 赤塚一斎
  - 暴れん坊将軍IV 第51話「隠された壱千万両 家康の埋蔵金を追え!（スペシャル）」（1992年） - 慈円
  - 暴れん坊将軍V 第7話「哀れ、女の舟唄!」（1993年） - 浅井伝蔵
  - 暴れん坊将軍VI 第39話「死を呼んだ悲願花」（1995年） - 弥吉
  - 暴れん坊将軍VII 第14話「尾張宗春の謀叛」（1996年） - 久住総右衛門
  - 暴れん坊将軍VIII 第22話「うりふたつの女 お茶会に秘められた罠」（1998年） - 神崎外記
  - 暴れん坊将軍IX 第18話「哀切愁々 母子合わせ鏡」（1999年） - 浅田小弥太
  - 暴れん坊将軍XI 第5話「爺が引退!? 吉宗苦悩の決断」（2001年） - 辻田北雲
  - 暴れん坊将軍XII 第10話「雨の目撃者! 牢獄に通う吉宗の母」（2002年） - 橘重蔵
- 太陽にほえろ! 第686話「俺の相棒」（1986年、NTV・東宝） - 安西義一
- スケバン刑事III 少女忍法帖伝奇（1986年10月-1987年10月、CX・東映） - 風間小太郎
- 必殺シリーズ（ABC / 松竹）
  - 必殺仕事人V・旋風編 第2話「りつ、ハウスマヌカンになる」（1986年） - 水野久三郎
  - 必殺仕事人・激突! 第17話「主水、幕府のクーデターにまきこまれる」（1992年） - 高柳又十郎
- あぶない刑事 第19話「潜入」（1987年、NTV・セントラルアーツ） - 森岡
- 水曜ドラマスペシャル（TBS）
  - 「それゆけ孔雀警視」（1987年4月22日）
- 長七郎江戸日記 第2シリーズ（NTV・ユニオン映画）
  - 第7話「はしり雨」（1988年） - 直次郎
  - SP-3「一心太助とご落胤・男一匹ここにあり」（1988年）- 金森軍太夫
  - 第50話「桜川、母娘花」（1989年） - 仙三
- 火曜サスペンス劇場（NTV）
  - 「10万分の1の偶然」（1981年12月、三船プロダクション）
  - 「密閉島」（1988年8月、日本映像）
  - 「浅見光彦ミステリー5・越後路殺人事件」（1989年、近代映画協会） - 刑事
  - 「森村誠一の共犯の瞳」（1992年12月、日本映像）
  - 「わが町V」（1994年、近代映画協会） - 財前警部
  - 「女監察医・室生亜季子17・薬殺」（1994年12月、東映）
  - 「地方記者・立花陽介9・信州上田通信局」（1997年）
- 土曜ワイド劇場
  - 「牟田刑事官事件ファイル9・岸辺に立つ女」（1988年、ANB）
  - 「船長シリーズ13・豪華フェリー殺人事件」（2002年、EX） - 立川刑事
  - 「タクシードライバーの推理日誌18・バックミラーの殺意」（2004年、EX）
- さすらい刑事旅情編 第1シリーズ 第3話「函館本線小樽の女」（1988年、ANB・東映） - 久保寺猛
- もっとあぶない刑事 第11話「結婚」（1988年、NTV・セントラルアーツ）
- 八百八町夢日記（NTV・ユニオン映画)
  - 第1シリーズ 第29話「次郎吉花火」（1990年） - 柏木
  - 第2シリーズ 第1話「偽りの花嫁」（1991年） - 仇吉
  - 第2シリーズ 第11話「命がけ! 鉄火肌の女」（1992年） - 鏑木蔵人
- 大岡越前（TBS・C.A.L）
  - 第11部 第18話「殺しを招いた横恋慕」（1990年8月20日） - 権蔵
  - 第13部 第23話「凶賊は義母の仲間」（1993年4月19日） - 野火止めの文造
  - 第14部 第9話「幸せ咲かせた兄妹草」（1996年8月12日） - 富蔵
- 鬼平犯科帳（CX・松竹）
  - 第3シリーズ 第4話「火付け船頭」（1991年12月18日） - 西村虎次郎
  - 第8シリーズ 第5話「はぐれ鳥」（1998年）
- 刑事貴族2 第20話「悪い奴ら」（1991年、NTV・東宝） - 坂崎
- 人形佐七捕物帳 凶悪のけものを追え！（1992年4月7日、TX） - 十蔵
- 銭形平次（CX）
  - 第2シリーズ 第10話「まぼろしの女」（1992年） - 道雲
  - 第3シリーズ 第17話「赤い櫛」（1993年）
  - 第4シリーズ 第13話「真昼の悪夢」（1994年）
- 喧嘩屋右近 第1シリーズ 第1話「よろずもめごと買入れ候」（1992年10月、TX・松竹）
- 水戸黄門（TBS・C.A.L）
  - 第21部 第28話「黄門一家は用心棒 -諏訪-」（1992年10月12日） - 仙五郎
  - 第23部 第15話「格さんは偽りの夫・小浜」（1994年11月14日） - 伝十
  - 第24部
    - 第5話「母と名乗れぬ女の涙 -桑名-」（1995年10月16日） - 亥之吉
    - 第27話「一陽来復米沢の春・米沢」（1996年4月1日） - 麒六

  - 第25部 第2話「日恵みの夫婦海苔 -君津-」（1996年12月16日） - 碇屋剛造
  - 第27部 第4話「こけしの里の鬼退治・仙台」（1999年4月12日） - 原田孫右衛門
  - 第28部 第10話「見てはいけない狐の嫁入り・吉田」（2000年5月15日） - 飯塚伝八郎
  - 第29部 第10話「石屋は頑固で石頭・湊川」（2001年6月4日） - 神田幸三郎
  - 第30部 第25話「父は子を、子は父を・高松」（2002年7月1日） - 大塚七郎兵衛
  - 第31部 第8話「壊れた香炉は職人魂 -桑名-」（2002年12月2日） - 高橋紀三郎
- 大忠臣蔵（1994年、TBS） - 神崎与五郎
- 江戸を斬るVIII 第18話「育ての父が親の敵」（1994年、TBS / C.A.L） - 不知火定五郎
- 江戸の用心棒 第18話「狙われた父娘」（1994年、日本テレビ / ユニオン映画） - 天童重兵衛
- 名奉行 遠山の金さん（ANB / 東映）
  - 第6シリーズ 第8話「上方女の真剣勝負」（1994年） - 仙蔵
  - 第7シリーズ 第12話「消えた五千両!棺桶を作る女」（1995年） - 政吉
  - 第8シリーズ（遠山の金さんVS女ねずみ）第10話「花の舞台のお役者殺人鬼」（1997年） - 源六
- あばれ医者嵐山 第9話「じょんからの女」（1995年、テレビ東京 / ユニオン映画）
- 江戸の用心棒II 第8話「髪結いの亭主で候」（1995年、日本テレビ / ユニオン映画） - 嶋村半九郎
- 月曜ドラマスペシャル「早乙女千春の添乗報告書3・草津湯けむりツアー殺人事件」（1996年、TBS）
- おばさん事件弁護士 梅木桃子の六法全書（1997年、CX） - 松並刑事
- 炎の奉行 大岡越前守（1997年、テレビ東京） - 土居如水
- 快刀!夢一座七変化 第15話「討入炎上! 顔のない殺人者!!」（1997年、ANB・東映）
- 新・半七捕物帳 第2話「湯屋の二階」（NHK）- 梶井源五郎
- 松本清張サスペンス特別企画・熱い絹 （1998年、YTV・松竹） - 川口団長
- 剣客商売（CX・松竹）
  - 第1シリーズ 第6話「深川十万坪」（1998年） - 高橋録太郎
  - 第2シリーズ 第8話「悪い虫」（2000年） - 山尾
- 隠密奉行朝比奈（CX）
  - 第1シリーズ 第10話「阿蘇山の死闘 清正公の秘宝」- 長岡監物（1998年）
  - 第2シリーズ 第3話「備前岡山でもらった恋文」-稲葉掃部（1999年）
- 田村正和スペシャル 眠狂四郎 IV 雪の夜に私を殺して! 狂四郎を愛し続けた女（1998年、ANB / 東映）- 平林徳馬
- 舞妓さんは名探偵! 第6話「京都映画村大爆破!」（1999年、ANB・東映）
- 大河ドラマ（NHK）
  - 葵 徳川三代（2000年） - 船越景直
  - 武蔵 MUSASHI（2003年） - 青木丹左衛門
  - 義経（2005年） - 大庭景親
- 南町奉行事件帖 怒れ!求馬 シリーズ（TBS・C.A.L.）
  - パート I 第6話「消えた女囚」（1997年） - 兵藤縫之助
  - パートII 第15話「疑惑の炎」（2000年） - 岩松
- 八丁堀の七人 第7話「涙のおとり捜査! 人情同心が惚れた女」（2000年、ANB・東映）
- 京極夏彦 「怪」 第3話「赤面ゑびす」（2000年7月20日、WOWOW） - 鯱
- 御家人斬九郎 第5シリーズ 第7話「母の夢」（2002年、CX・映像京都） - 土橋源左衛門
- 女と愛とミステリー 鬼子母の末裔（2003年） - 林葉刑事
- 盤嶽の一生 第10話「二人ばんがく」（2005年、時代劇専門チャンネル）- 柴田十蔵

### 映画・オリジナルビデオ
- 影武者（1980年 東宝映画）- 織田信長の使者（※伊藤栄八名義）
- ザ・レイプ（1982年 東映）
- 女帝（1983年 にっかつ）
- 海燕ジョーの奇跡（1984年 松竹富士）
- 乱（1985年 角川ヘラルド・ピクチャーズ）
- 植村直己物語（1986年 東宝）
- ちょうちん（1987年 東映）
- 敦煌（1988年 東宝）
- 天と地と（1990年 東映）
- 江戸城大乱（1991年 東映） - 護寺院隆光
- 幕末純情伝（1991年 松竹） - 中村半次郎
- くノ一忍法帖（1991年、津島勝監督）-　鼓隼人　役
- JINGI 仁義2（1994年） - 墨田川会相同組組長 相同一正（元・黒川組若頭）
- 道中師 怨み掏ります 恋も掏ります（1995年）
- 新・第三の極道 III（1996年8月31日） - 新川（元・大門組幹部）
- 必殺始末人（1997年） - 黒沢河内守
- 陽炎4（1998年 松竹）
- 首領への道1〜4（1998年 GPミュージアムソフト） - 島田組 梶原一平
- 極道の妻たち 赤い殺意（1999年 東映ビデオ）
- 日本極道史 仁義絶叫5 修羅の墓場（2000年 シネマパラダイス）
- 難波金融伝・ミナミの帝王 劇場版partXVI「借金セミナー」（2000年 ケイエスエス） - エンジェルファイナンス 代表
- 実録・夜桜銀次 1・2（2001年 東映ビデオ）
- 実録ヒットマン 〜妻 その愛〜（2002年 東映） - 鷲山
- 実録ヒットマン 北海の虎 望郷（2003年 東映） - 金森組若頭 相馬雅男

### 舞台
- 黒蜥蜴（1990年3月2日 - 26日、全30公演）
- 中島みゆき夜会VOL7 2/2（1995年11月26日 - 12月25日、全23公演）
- 新春五木ひろし特別公演「おはん長右衛門 京模様、夢かうつつか」（1998年1月）

### CM
- 森永乳業　森永ビヒダスヨーグルト（1980年代に出演。生野菜をヨーグルトに浸けて食べるという食べ方が話題を呼んだ）